# Castianeira descripta
Castianeira descripta is een spinnensoort uit de familie van de loopspinnen (Corinnidae).
De wetenschappelijke naam van de soort werd in 1847 als Herpyllus descriptus gepubliceerd door Nicholas Marcellus Hentz.